# Pascal Gélinas
Pascal Gélinas est un monteur, réalisateur, scénariste et compositeur québécois né le 12 avril 1946.

## Biographie
Pascal Gélinas est né à Montréal en 1946. 
En 1966, il tourne son premier film intitulé Toute la vérité sur la vie tumultueuse de Franz Schubert, un pastiche humoristique sur la vie du grand compositeur autrichien. Ce film obtiendra le Prix spécial du jury au concours de l’émission Images en tête de cette année-là, à la télévision de Radio-Canada. L’année suivante, l’Union internationale du cinéma d’amateur (UNICA) le présente à son festival de San Feliu de Guixols, en Espagne. 
De 1984 à 2009, Pascal Gélinasa été réalisateur à l’émission de télévision Science-Réalité, puis Découverte à Radio-Canada, où il réalise plus de trois-cents reportages et dossiers. Il avait précédemment réalisé le long-métrage de fiction Montréal Blues (1972), co-réalisé le court-métrage documentaire Taire des hommes (1968), et le long-métrage documentaire La Turlutte des années dures (1983) qui a obtenu cette année-là le Prix œcuménique et le Sesterce D’argent à Nyon en Suisse, ainsi que le Prix de la critique au Québec. 
En 2006, Pascal réalise à compte d’auteur Le porteur d’eau,, un documentaire présenté dans une vingtaine de pays et qui a obtenu cinq prix au Québec, en France, en Tunisie et en Australie. En 2008, il réalise Terres à la dérive, un documentaire primé à Toulon en France. En décembre 2009 Pascal réalise Gratien Gélinas, un géant aux pieds d’argile, un documentaire sur son père le dramaturge Gratien Gélinas. Ce film a reçu en 2010 le prix Gémeaux du meilleur scénario documentaire. En 2013, il réalise Gilles Pelletier, un cœur de marin, sélectionné au FIFA. Il réalise ensuite Huguette Oligny, le goût de vivre, qui obtient le prix de la meilleure biographie au 31e FIFA en 2013. Ce film a aussi obtenu en 2014 le prix Gémeaux de la meilleure biographie. À la suite du décès de l’homme de théâtre, il signe en 2013  Jean-Louis Roux, la dernière entrevue. Pascal termine en 2016 un nouveau documentaire qu’il a tourné au Québec et en Indonésie, intitulé Un pont entre deux mondes. Depuis sa sortie en février 2016, 56 festivals ont sélectionné Un pont entre deux mondes dans les pays suivants : Argentine, Arménie, Australie (2), Brésil, Canada (5), Cuba, Colombie, Danemark, Équateur, Espagne (3), États-Unis (9), France (9), Hollande, Îles Caïmans, Inde (4), Irlande, Indonésie, Italie (2), Liban, Malaisie, Mexique, Pérou, Pologne, Philippines (2), République tchèque, Slovaquie, Suisse et Roumanie. Ce film a été primé à 16 reprises.

## Filmographie

### Cinéma
- 1966 : Toute la vérité sur la vie tumultueuse de Franz Schubert, court métrage fiction de 30 minutes écrit, tourné, raconté, monté et réalisé par Pascal Gélinas.
  - Le Prix spécial du jury au concours de l’émission Images en tête de Radio-Canada (1966)
  - Ce film a représenté le Canada au Festival International de Cinéma Amateur, à Madrid, en Espagne (1967)
- 1968 : 'Taire des Hommes, documentaire de 30 minutes sur la brutalité policière lors du défilé du 24 juin 1968 à Montréal. Co-réalisation avec Pierre Harel.
- 1972 : Montréal blues, long-métrage fiction de 105 minutes réalisé et monté par Pascal Gélinas, en création collective avec la  troupe de théâtre Le Grand Cirque Ordinaire.
  - Ce film a représenté le Canada au Festival International du Nouveau Cinéma, à Pesaro en Italie. (1972).
- 1983 : La Turlute des années dures, long-métrage documentaire de 90 minutes sur la Crise des années trente au Canada-français. Co-réalisation avec Richard Boutet.
  - Prix de la critique décerné par l'association québécoise des critiques de cinéma. (1983)
  - Sesterce d'argent du Festival international du Cinéma, à Nyon, en Suisse. (1983)
  - Prix œcuménique du Festival international du Cinéma, à Nyon, en Suisse. (1983)
  - Nomination prix Génie de L'Académie canadienne du cinéma et de la télévision : meilleur documentaire salles. (1984)
- 2006 : Le porteur d’eau, documentaire de 52 minutes écrit, tourné, réalisé et produit par Pascal Gélinas
  - Grand Prix et  Prix du Public au 4e  festival de films de Portneuf sur l’environnement à Saint-Casimir, au Québec. (2007)
  - Prix Philippe Tailliez au 39e Festival International du Film Maritime, d’Exploration et d’Environnement à Toulon en France. (2007)
  - Prix du Meilleur Documentaire au Victoria Independent Film Festival, en Australie. (2008)
  - Tapis d’argent  au 6e Festival de films sur l’environnement de Kairouan, en Tunisie. (2008)
  - Nomination au prix Gémeaux de L'Académie canadienne du cinéma et de la télévision : meilleure biographie ou portrait. (2008)
- 2008 : Terres à la dérive, documentaire de 35 minutes écrit, réalisé et produit par Pascal Gélinas
  - Prix Un regard sur le monde au 40e Festival International du Film Maritime, d’Exploration et d’Environnement à Toulon en France. (2008)
- 2009 : Gratien Gélinas, un géant aux pieds d’argile, documentaire de 52 minutes écrit et réalisé par Pascal Gélinas, produit par InformAction
  - Nomination au Banff World Television Festival (2010)
  - Prix Gémeaux (2010) : Meilleur scénario documentaire
- 2012 : Gilles Pelletier, un cœur de marin, documentaire de 45 minutes. Écrit et réalisé par Pascal Gélinas, produit par le Groupe PVP
  - Sélection 31e FIFA 2013
- 2013 : Huguette Oligny, le goût de vivre, documentaire de 52 minutes écrit et réalisé par Pascal Gélinas, produit par Productions Triangle
  - Prix de la Meilleure Biographie 31e FIFA 2013
  - Prix Gémeaux (2014) : Meilleure biographie ou portrait
- 2016 : Un pont entre deux mondes, documentaire de 52 minutes écrit, tourné, réalisé et produit par Pascal Gélinas
  - Prix du Public au 18e festival international de films sur la ruralité Caméra des Champs à Ville-sur-Yron en 2016
  - Sélectionné dans une cinquantaine de festivals à travers le monde et primé 15 fois.[réf. nécessaire]

### Télévision
- 1984 - 1988 : Émission Science-Réalité, réalisation d'une quarantaine de reportages de vulgarisation scientifique pour la société Radio-Canada
- 1988 - 2009 : Émission Découverte, réalisation de plus de 300 reportages de vulgarisation scientifique pour la société Radio-Canada

Les reportages ont reçu une dizaine de prix, dont deux Prix Gémeaux.  